# Basque Culinary Center
El Basque Culinary Center es una institución académica y de investigación con sede en San Sebastián, Guipúzcoa (España).
Se compone de dos centros:
- La Facultad de Ciencias Gastronómicas, adscrita a la Universidad de Mondragón.
- El Centro de Investigación e Innovación, instituto de investigación en el ámbito de la Alimentación y Gastronomía.

## Historia
Nació en 2009 como un proyecto de formación, investigación e innovación destinado al desarrollo del sector gastronómico, con una clara vocación internacional y bajo la idea de relacionar la cocina con la gestión, la ciencia y otras disciplinas.  
La puesta en marcha de este proyecto gastronómico arrancó de varios objetivos. Entre ellos, destaca, primero, la necesidad de desarrollar el potencial de la cocina como sector de innovación en el futuro, lo que supone, además, la generación de conocimientos de alto nivel y la formación de profesionales cualificados; segundo, el reto de promover la investigación y la transferencia de conocimientos entre los profesionales de la gastronomía y los sectores empresariales y del conocimiento relacionados directa e indirectamente con la gastronomía; y, tercero, lograr una proyección internacional. Desde Basque Culinary Center, se persiguen otros objetivos adicionales en el ámbito de la gestión, como la posibilidad de impulsar la transferencia tecnológica y la innovación en las empresas del sector; y la creación de nuevas iniciativas y proyectos empresariales. La apuesta es firme: un proyecto estratégico con vocación internacional. Esta vocación global también se refleja en el perfil de los alumnos que cursan sus estudios en el Basque Culinary Center, donde, además de la diversidad regional entre los españoles, se percibe el atractivo del proyecto entre los estudiantes procedentes de países como Canadá, China, Brasil, Bélgica, Italia, México y Colombia, entre otros.

## Organización

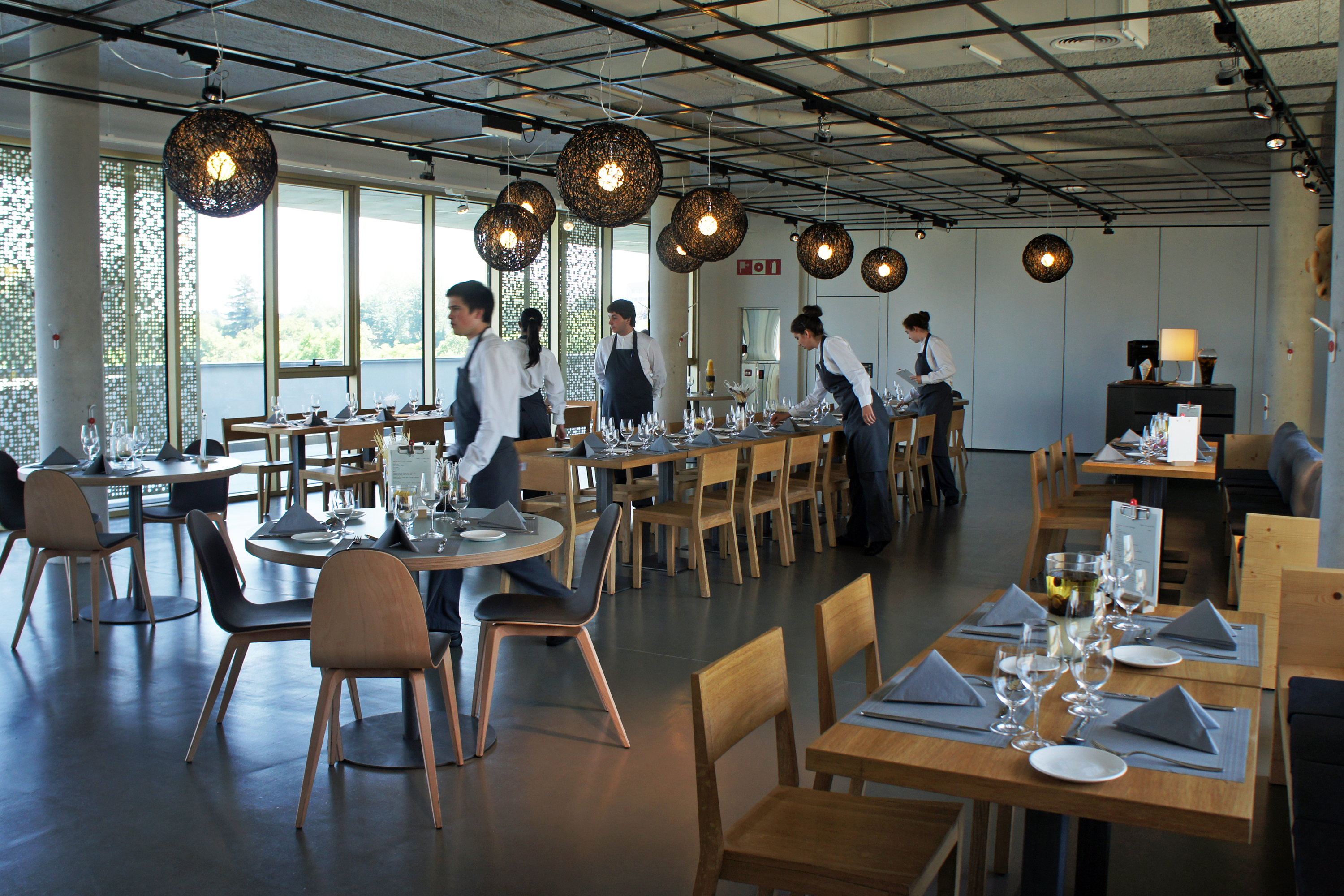
Cafetería del Basque Culinary Center

El patronato de la Fundación Basque Culinary Center está constituido por los cocineros que participaron activamente en el lanzamiento de la iniciativa y que hoy siguen estrechamente ligados al proyecto –entre ellos, están Juan Mari Arzak, Martin Berasategui, Pedro Subijana, Karlos Argiñano, Andoni Luis Aduriz, Hilario Arbelaitz y Eneko Atxa–; entidades del sector del conocimiento, Universidad de Mondragón y el centro tecnológico AZTI; instituciones públicas, Gobierno vasco, Diputación Foral de Guipúzcoa y Ayuntamiento de San Sebastián; y empresas líderes en el sector de la alimentación y bebidas.  
El Basque Culinary Center también cuenta con un Consejo Asesor Internacional, presidido por Ferran Adrià e integrado por algunos de los cocineros más influyentes del mundo. Entre ellos, están Yukkio Hattori (Japón), Massimo Bottura (Italia), Michel Bras (Francia), Dan Barber (Estados Unidos), Gastón Acurio (Perú), Alex Atala (Brasil), Heston Blumenthal (Reino Unido), Joan Roca (España), Enrique Olvera (México) y René Redzepi (Dinamarca). 
El objetivo de este organismo es asesorar en labores estratégicas al patronato de la Facultad de Ciencias Gastronómicas y del Centro de Investigación e Innovación; y dar una proyección internacional a la apuesta del Basque Culinary Center como proyecto de formación, investigación e innovación dirigido al desarrollo del sector gastronómico y culinario, con una evidente vocación mundial. Con esta idea, nació y funciona: “Un proyecto abierto al mundo, que pretende ser generador de nuevos profesionales y de nuevos conocimientos en ciencias gastronómicas”.

## Oferta educativa
- Grado Universitario en Gastronomía y Artes Culinarias.
- Máster en Turismo Gastronómico.
- Máster de Perfeccionamiento en Cocina.
- Máster en Cocina: Técnica, Producto y Creatividad.
- Máster en Pastelería de Restaurante y Cocina Dulce.
- Máster en Innovación y Gestión de Restaurantes.
- Máster en Sumillería y Enomárketing.
- Curso de Especialización Experto en Bartender y Coctelería Moderna.
- Curso de Especialización Creación de Postres de Autor.
- Curso de Especialización Perfeccionamiento de Técnicas Culinarias.
- Curso de Especialización Técnicas Culinarias de Vanguardia.
- Cursos para profesionales.